# Харківський завод імені Т. Г. Шевченка
Харківський приладобудівельний завод імені Т. Г. Шевченка — завод із виробництва військової електроніки та побутової електротехніки. Свого часу один із найбільших в СРСР, тепер належить до списку підприємств, що мають стратегічне значення для економіки та безпеки України.
В часи СРСР був режимним підприємством державного значення (ВО «Моноліт»).
Також завод був відомий як виробник магнітофонів та іншої музичної техніки високої якості та надійності.
- Харків (радіоточка)
- Романтика (радіоточка)
- Харків-63 (радіола)
- Романтика-М[2] (маніторадіола, версія Харків 63[3])
- Романтика 105[4]
- Романтика 106 (маніторадіола)
- Романтика-112-Стерео
- Романтика-115-Стерео
- Романтика-201-2С[5]
- Романтика РП-230-1[6] (радіоприймач УКВ-FM)
- РП-230-1М[7]
- Романтика РП-230-2[8][9] (радіоприймач)
- Романтика 230-3[10]
- Романтика РМ-232С (автомагнітола)
- Романтика-001-Стерео (стціонрний радіоприймач)
- Романтика М-306
- Романтика МП-220С[11]
- Романтика МП-224С
- Романтика МП-225С
- Романтика 6601[12] (касетний плеєр)
- Романтика 6618 (настільний радіоприймач)
- Романтика 6603С[13]
- Romantika Sports[14] (касетний плеєр)

## Галерея

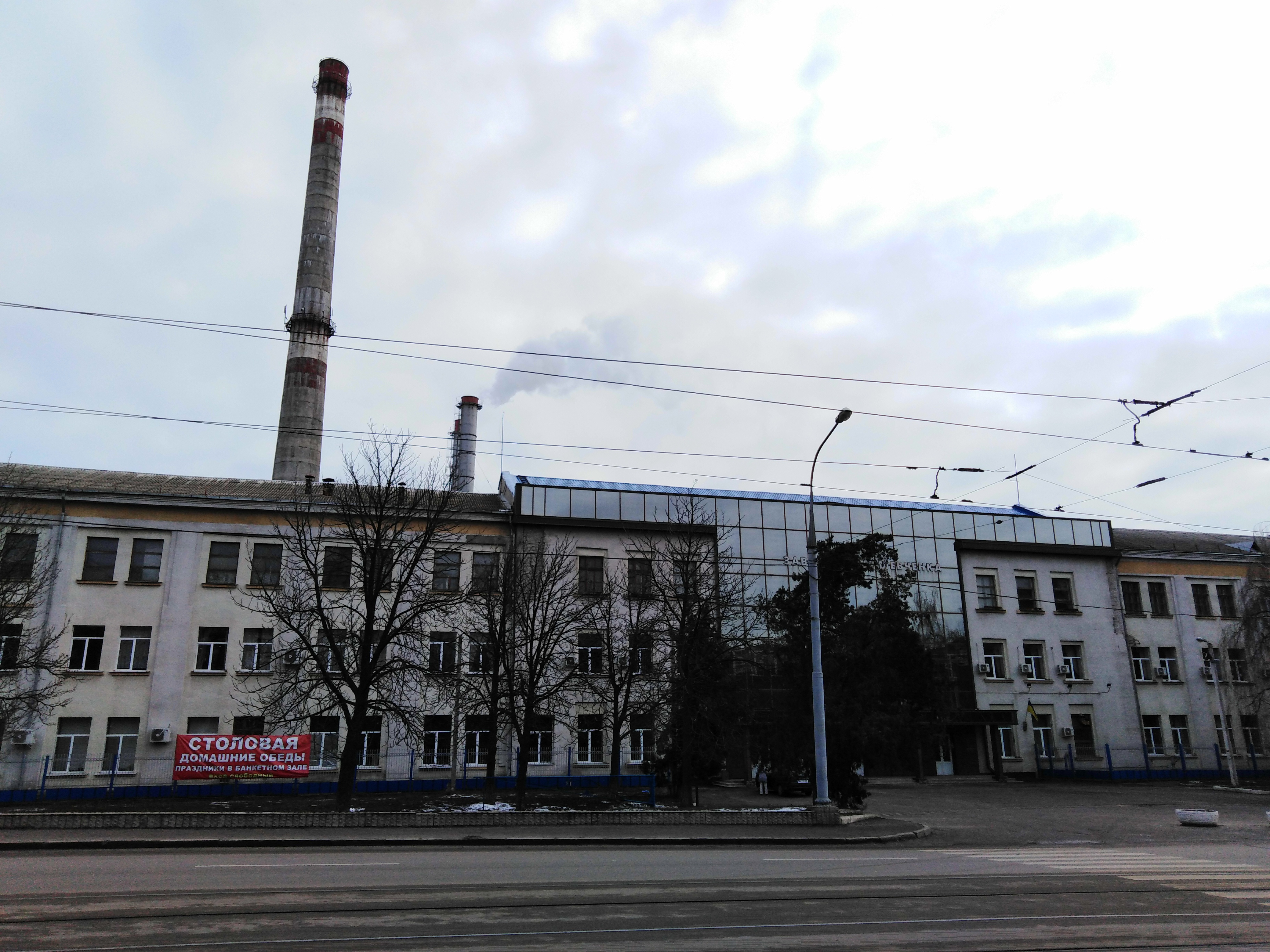
Завод у 2020 році
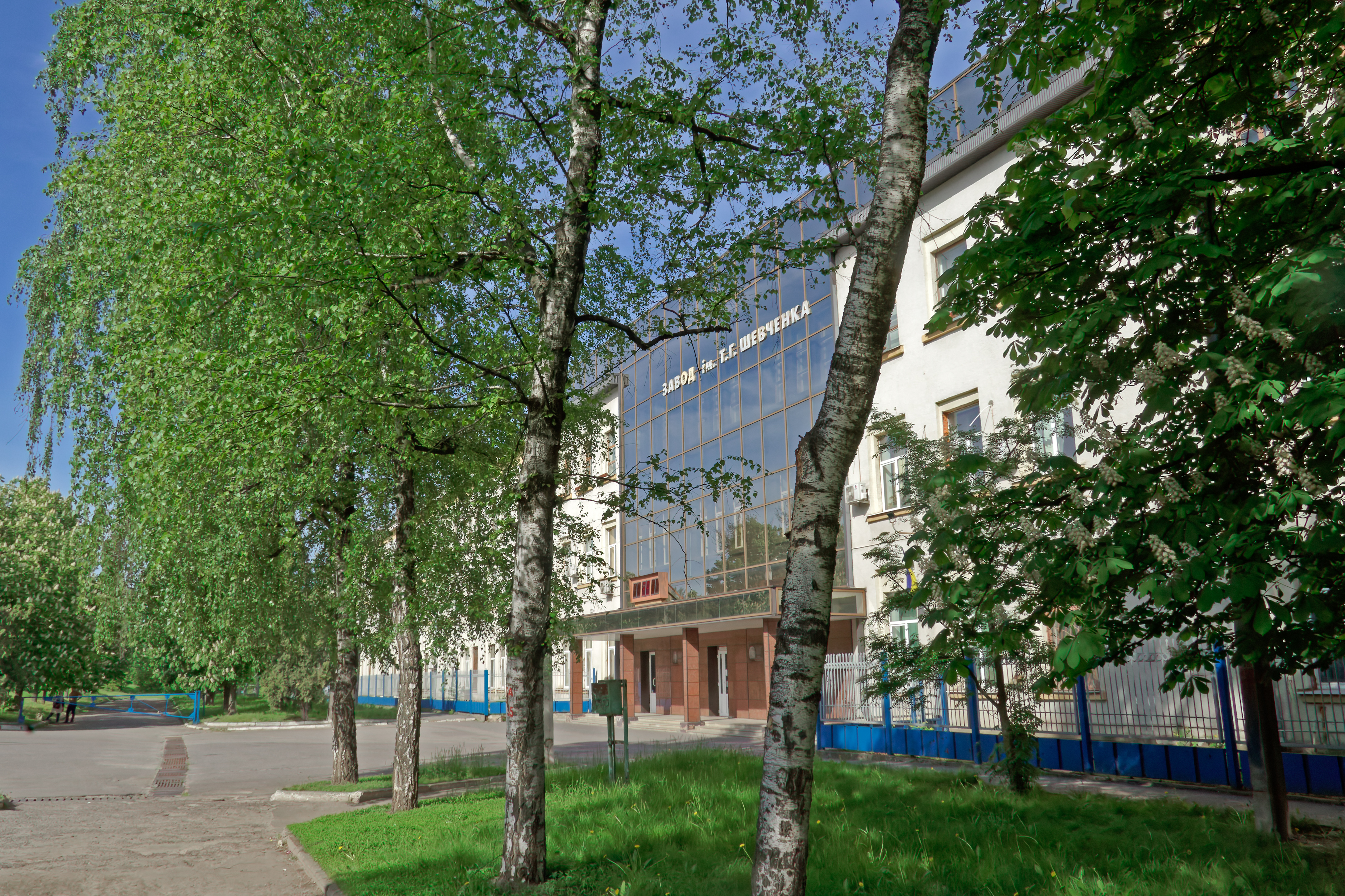
Завод у 2021 році
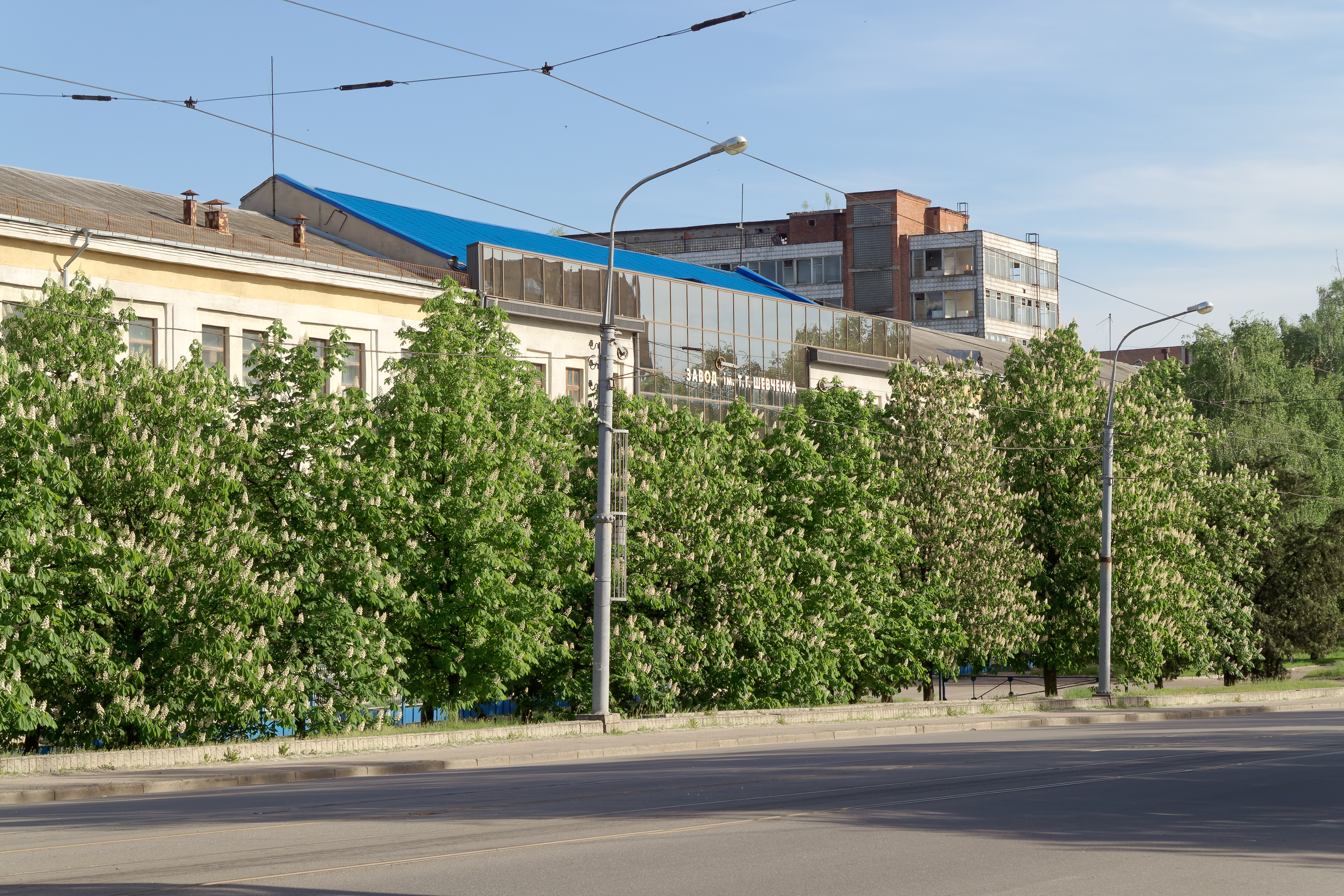
Завод у 2021 році
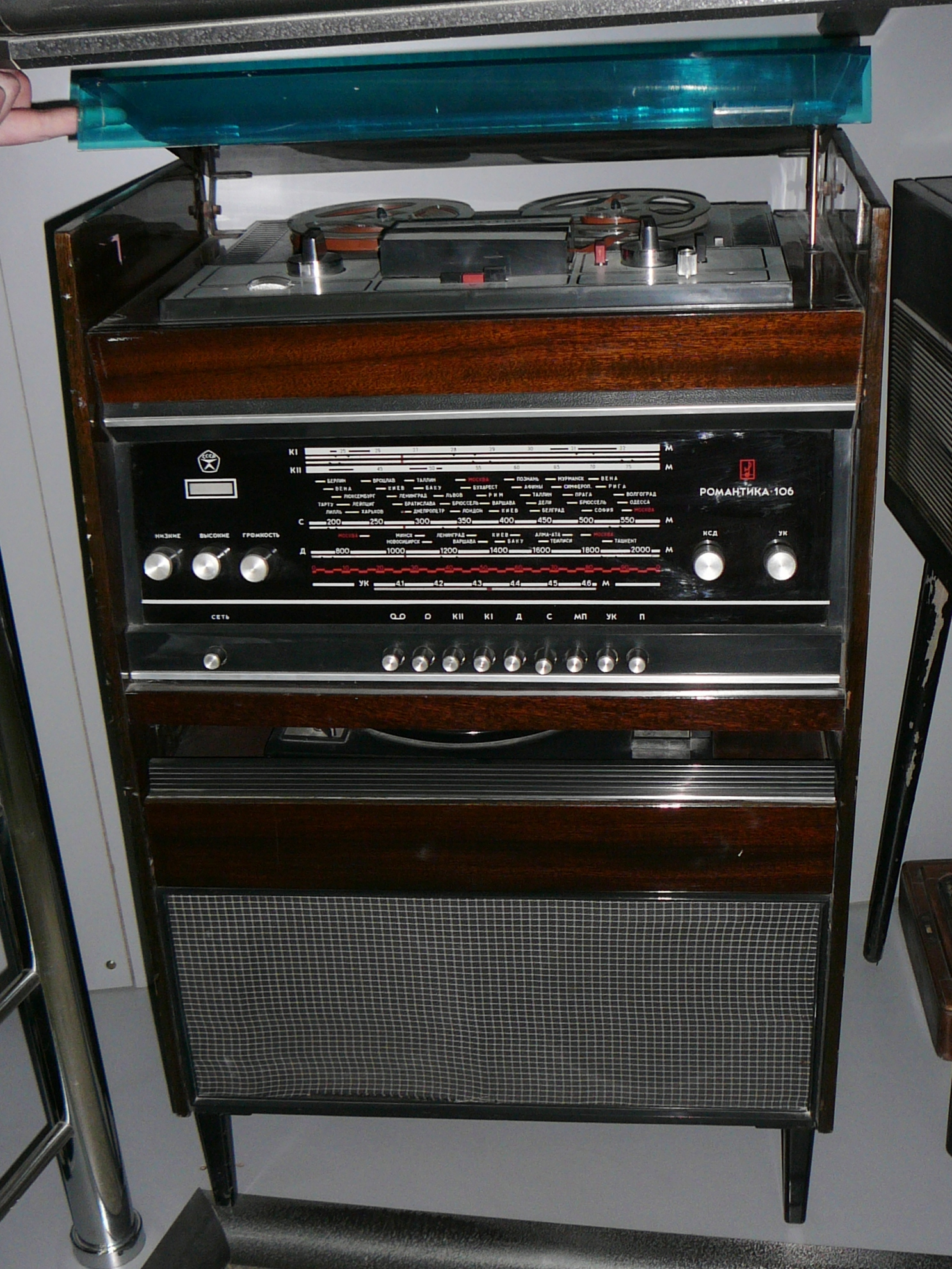
Романтика 106